# دافيس دي-1
دافيس دي-1 طائرة خفيفةأمريكية مظلية الجناح أحادية السطح ثنائية المقعد، تواجدت في نهاية 1920.

## التطوير والتصميم
طُورت دافيس دي-1 من دافيس في-3، التي طُورت بدورها من فولكان أميريكان موث ‏ أحادية السطح. كان مصنع مؤسسة طائرات دافيس يقع في ريتشموند في ولاية إنديانا. تستخدم دي-1 جناح مظلة وتتكون من جناحين مثبتين بدعامات وجسم من أنبوب صلب أسطواني ملحوم، ومغطاه بالكامل بطبقة من القماش. كان فيالطائرة قمرتان قيادة متتاليتين، وكانت مزودة بعجلة هبوط عند الذيل مثبتة بدعامات في أعلى وأسفل جسم الطائرة. ثًبت الجناح بدعامات من جسم الطائرة السفلي. زُودت الطائرة بمحركات متعددة تتراوحقدرتها بين 60 إلى 125حصان (45 إلى 93 كيلو وات). 

## التاريخ التشغيلي
استُخدمت دي-1 منذ عام 1929 بواسطة الطيارون الرياضيون وموظفي الطيار الخاص لغرض الطيران الترفيهي. اشترى أرت تشيستر ‏ طائرة دافيس دي-1 مظلية الجناح في سبتمبر 1930، وانتصر بها في السباقات الجوية الوطنية ‏ لنفس العام.
صُنع طراز أخير من دافيس-1 دبليو «ويستلر 2» في عام 1933، حيث تميزت الطائرة بقبة. شاركت الطائرة في سباق ميامي الجوي بواسطة أرت دافيس، الذي فاز بالسباق بسرعة 133.478 ميل/ساعة. امتلك النجم السينمائي ريتشارد أرلين الطائرة لاحقاً، واحتفظ بها لتصبح أثراً لبطلة كبيرة.
بيعت معظم طائرات دافيس في الولايات المتحدة، لكن أُرسلت واحدة على الأقل إلى الأرجنتين. تبقى أربع عشرة طائرة صالحة للطيران في ولايات مختلفة في عام 2001، وفي عام 2011 كان العديد منها مازال صالحاً للطيران.

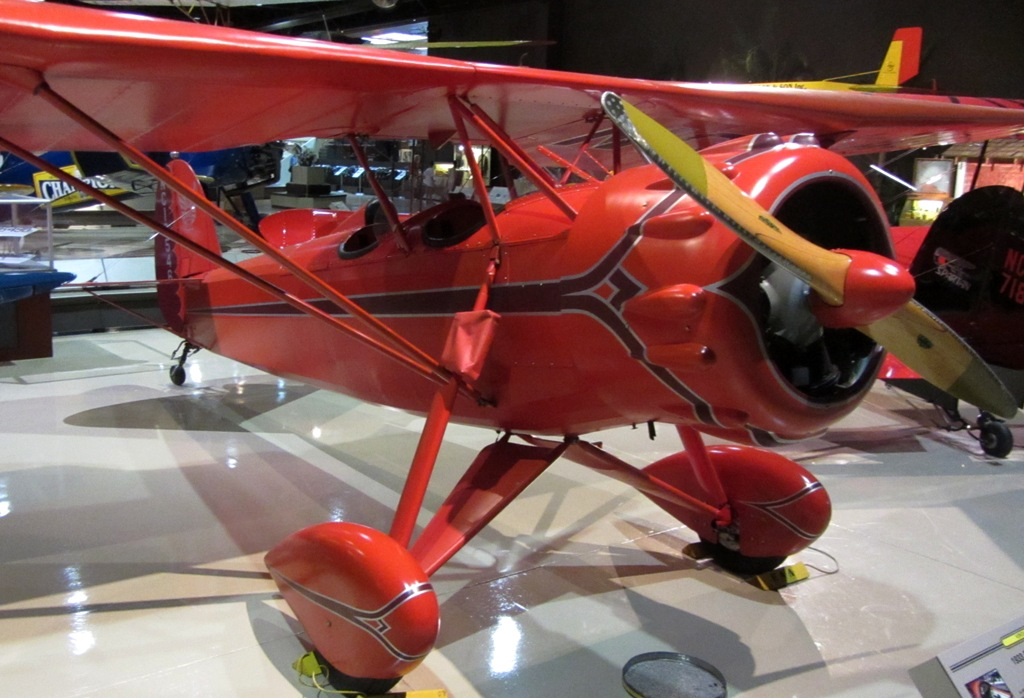
دافيس دي-1-دبليو

## الأنواع
- دي-1

زُودت بمحرك شعاعي ليبولند 5 دي، قدرته 60 حصاناً وصُنع منها 23 نسخة.
- دي-1-166

زُودت بمحرك شعاعي ليبولند 5 دي إف، قدرته 85 حصاناً وصُنع منها 4 نسخ.
- دي-1-كيه

زُودت بمحرك كينر كيه-5، 100 حصاناً وصُنع منها بين 10-15 نسخة.
- دي-1-إل

نموذج من دي-1-166 مزود بمحرك لامبرت أر-266، قدرته 90 حصاناً. صُنع منها نسخة واحدة وتُعرف أيضاً باسم دي-1-85.
- دي-1-دبليو

زُودت بمحركوارنر سكاراب 125 حصاناً. صُنعت منها 8 نسخ معدلة من دي-1-كيه.

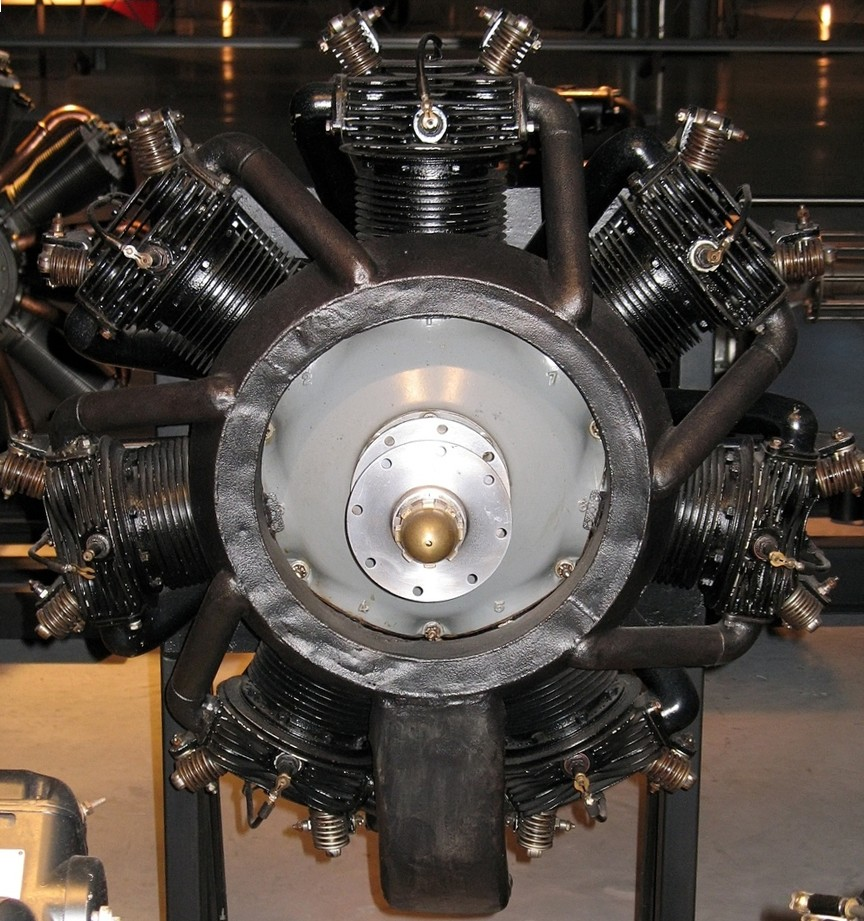
محرك وارنر سكاراب

## مواصفات دي-1-دبليو

### مواصفات عامة
- عدد افراد الطاقم: 1
- السعة: راكب واحد.
- الطول: 6.2 متر.
- مدى الجناح: 9.19 متر.
- الارتفاع: 2.21 متر.
- الوزن الفارغ: 420 كجم.
- الوزن الكلي: 633 كجم.
- المحرك: محرك شعاعي واحد طراز وارنر سكاراب، 7 أسطوانات ويُبرد بالهواء وقدرته 125 حصان.

### الأداء
- السرعة القصوى: 142 ميل/ساعة (229 كم/ساعة، 123 عقدة).
- سرعة الطيران: 122 ميل/ساعة (196 كم/ساعة، 106 عقدة).
- سرعة التعطل: 46 ميل/ساعة (74كم/ساعة، 40 عقدة).
- المدى: 480 ميل (772 كم).
- سقف الخدمة: 14800 قدم (4511 متر).

## مزيد من القراءة
- Green, William, The Aircraft of the World, 1965, MacDonald & Co (Publishers) Ltd, no isbn
- Simpson, R.W., Airlife's World Aircraft, Airlife Publishing Ltd, 2001, ISBN 1-84037-115-3

## وصلات خارجية
- معلومات وصور عن سلسلة طائرات دي-1.